# Língua blagar
Blagar ou pura é uma língua papua falada por cerca de 10 mil pessoas na ilha Pantar, arquipélago de Alor da Indonésia. Seu dialeto Tereweng, falado na ilha  Tereweng é por vezes considerado uma língua separada.
Há 10 mil falantes segundo dados de 2014, em contraste com 11.000 em 1981, sendo o idioma considerado vulnerável pela UNESCO. O declínio se deve à maior introdução do indonésio na comunidade de falantes, tendo o idioma substituído o blagar em cultos religiosos na década de 1970 e ainda maior penetração com a instalação de eletricidade na ilha na década de 2000.

## Escrita
A língua blagar usa o alfabeto latino com suas 26 letras tradicionais (Aa, Bb, Cc, Dd, Ee, Ff, Gg, Hh, Ii, Jj, Kk, Ll, Mm, Nn, Oo, Pp, Qq, Rr, Ss, Tt, Uu, Vv, Ww, Xx, Yy, Zz) mais dois ditongos (ng, sy). Porém, as letras c, q, sy, x, z are são usadas somente em palavras de origem estrangeira.